# Macabuna heterophragmatis
Macabuna heterophragmatis är en svampart som beskrevs av Buriticá & J.F. Hennen 1994. Macabuna heterophragmatis ingår i släktet Macabuna och familjen Phakopsoraceae.   Inga underarter finns listade i Catalogue of Life.